# Blogger

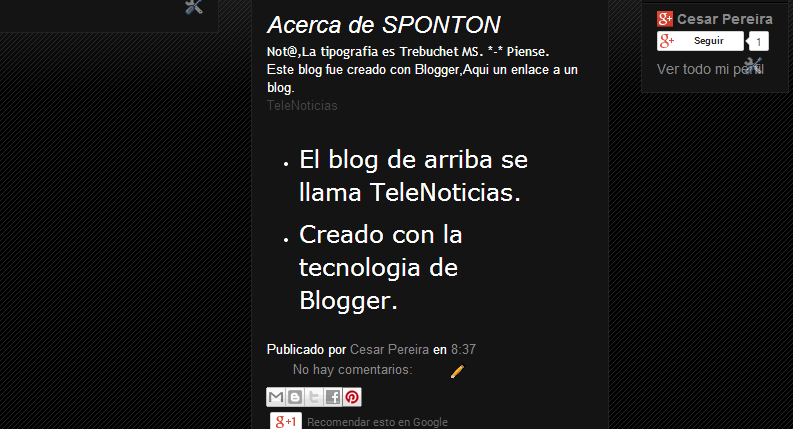
Captura de tela do Blogger.

Blogger é um serviço do Google criado pela Pyra Labs, que oferece ferramentas para edição e gerenciamento de blogs, de forma semelhantemente ao WordPress, mais indicado para usuários que nunca tenham criado um blog, ou que não tenham muito familiaridade com a tecnologia.
O Blogger permite a hospedagem de um número ilimitado de blogs nos servidores do Google e que adotam o endereço. Anteriormente, era possível hospedar os blogs em um servidor próprio do usuário, mas atualmente o Blogger deixou de suportar publicação via FTP. Os blogs hospedados no Blogspot incluem uma barra de navegação do Blogger, que agora pode ser removida apenas selecionando a opção Desativar Barra de Ferramenta no Menu de Gadgets do Blogger.

## História
Lançado em agosto de 1999, foi uma das primeiras ferramentas dedicadas a publicação de blogs e é conhecido por popularizar o formato. Mais especificamente, ao invés de colocar os posts à mão em HTML e frequentemente fazer o upload de novos posts, o usuário poderia criar posts para o blog através do site do Blogger. Isto era possível com qualquer navegador e o texto imediatamente aparece no site.
O Blogger foi criado pelo Pyra Labs e, em 2003, foi comprado pelo Google. Mais adiante, funções especiais que tinham a necessidade de serem pagas para serem acessadas tornaram-se grátis com a entrada do Google.
Em 9 de maio de 2004, o Blogger foi relançado com um novo visual em colaboração com as empresas de webdesign Adaptive Path e Stopdesign, adicionando novos templates, página própria para posts, comentários, e postagem por e-mail. No mesmo ano, o Google comprou a Picasa e o seu utilitário de compartilhamento de fotos Hello, que foi integrado ao Blogger, permitindo usuários a postarem suas fotos nos blogs.
Em agosto de 2009, em comemoração ao 10º aniversário do Blogger, foram adicionados novos recursos ao sistema, como o "Jump Break", que serve para a página inicial dos blogs exibirem apenas um trecho das postagens. Antes, para fazer isso, era necessária edição do código HTML.
Em fevereiro de 2010, foram adicionados a funcionalidade Páginas estáticas e o Gadget de Páginas, semelhante ao do WordPress, facilitando a postagem para os criadores e leitores.
A Navbar está disponível em várias cores e é configurada na guia Layout da interface do Blogger. Basta clicar no link "Editar" no elemento da página cujo nome é Navbar.
Em julho de 2018, a empresa de segurança Sucuri alertou que invasores digitais estão compartilhando códigos maliciosos em metadados de imagens. As fotos, que parecem ser inofensivas, também estão sendo hospedadas no Blogger. A imagem pode ser visualizada normalmente, sem causar danos ao computador. Entretanto. essas imagens maliciosas, quando processadas de outra forma, podem se transformar em códigos maliciosos que permitiria ataques de hackers.